# همیش لینکلیتر
همیش لینکلیتر (انگلیسی: Hamish Linklater؛ زادهٔ ۷ ژوئیهٔ ۱۹۷۶) یک هنرپیشه اهل ایالات متحده آمریکا است. وی از سال ۲۰۰۰ میلادی تاکنون مشغول فعالیت بوده‌است.
از فیلم‌ها یا برنامه‌های تلویزیونی که وی در آن نقش داشته‌است می‌توان به چهار شگفت‌انگیز، نبردناو، رکود بزرگ، زنده از بغداد، لولا در مقابل و رؤیای شب نیمه تابستان اشاره کرد.